# Øyvind Gjerde
Øyvind Gjerde (ur. 18 marca 1977) – norweski piłkarz, środkowy obrońca.
W pierwszej lidze norweskiej rozegrał 80 spotkań i zdobył 3 bramki.